# Giovanni Battista Re
Giovanni Battista Re, italijanski rimskokatoliški duhovnik, nadškof in kardinal, * 30. januar 1934, Borno.

## Življenjepis
3. marca 1957 je prejel duhovniško posvečenje.
9. oktobra 1987 je bil imenovan za naslovnega nadškofa Foruma Novuma in za tajnika Kongregacije za škofe. 7. novembra istega leta je prejel škofovsko posvečenje.
12. decembra 1989 je postal uradnik v Rimski kuriji. 16. septembra 2000 je postal prefekt Kongregacije za škofe in predsednik Papeške komisije za Latinsko Ameriko.
21. februarja 2001 je bil povzdignjen v kardinala in imenovan za kardinal-duhovnika Ss. XII Apostoli; na položaj je bil ustoličen 18. marca istega leta.
1. oktobra 2002 je bil imenovan za kardinal-škofa škofa Sabina-Poggie Mirtete; škofovsko ustoličenje je potekalo 22. decembra istega leta.
Po smrti papeža Janeza Pavla II. je bil 2. aprila 2005 suspendiran z obeh vodstvenih položajev po ustaljeni tradiciji; 21. aprila isto leto ga je novi papež Benedikt XVI. ponovno potrdil na oba položaja.
Kot kardinal-škof je marca 2013 vodil papeški konklave, na katerem so izvolili naslednika papeža Benedikta XVI. Od leta 2020 je dekan kardinalskega zbora. Na tem položaju je 5. januarja 2023 s tedanjim papežem Frančiškom somaševal na pogrebni maši Benedikta XVI.; 26. aprila 2025 pa še na pogrebni maši papeža Frančiška.